# 1574

## أحداث
- 20 يناير: تأسيس مدينة هواراس وتقع حاليا في بيرو.
- 23 فبراير - قيام خامس حروب فرنسا الدينية ضد الهوغونوت

## مواليد
- إنوسنت العاشر
- إبراهيم بيسيفي، مؤرخ بوسني من الإمبراطورية العثمانية.
- روبرت فلود

## وفيات
- الغورو عمار داس
- بيدرو مينينديز دي أفيلس
- جورجو فازاري
- سليم الثاني